# Buick Gran Sport

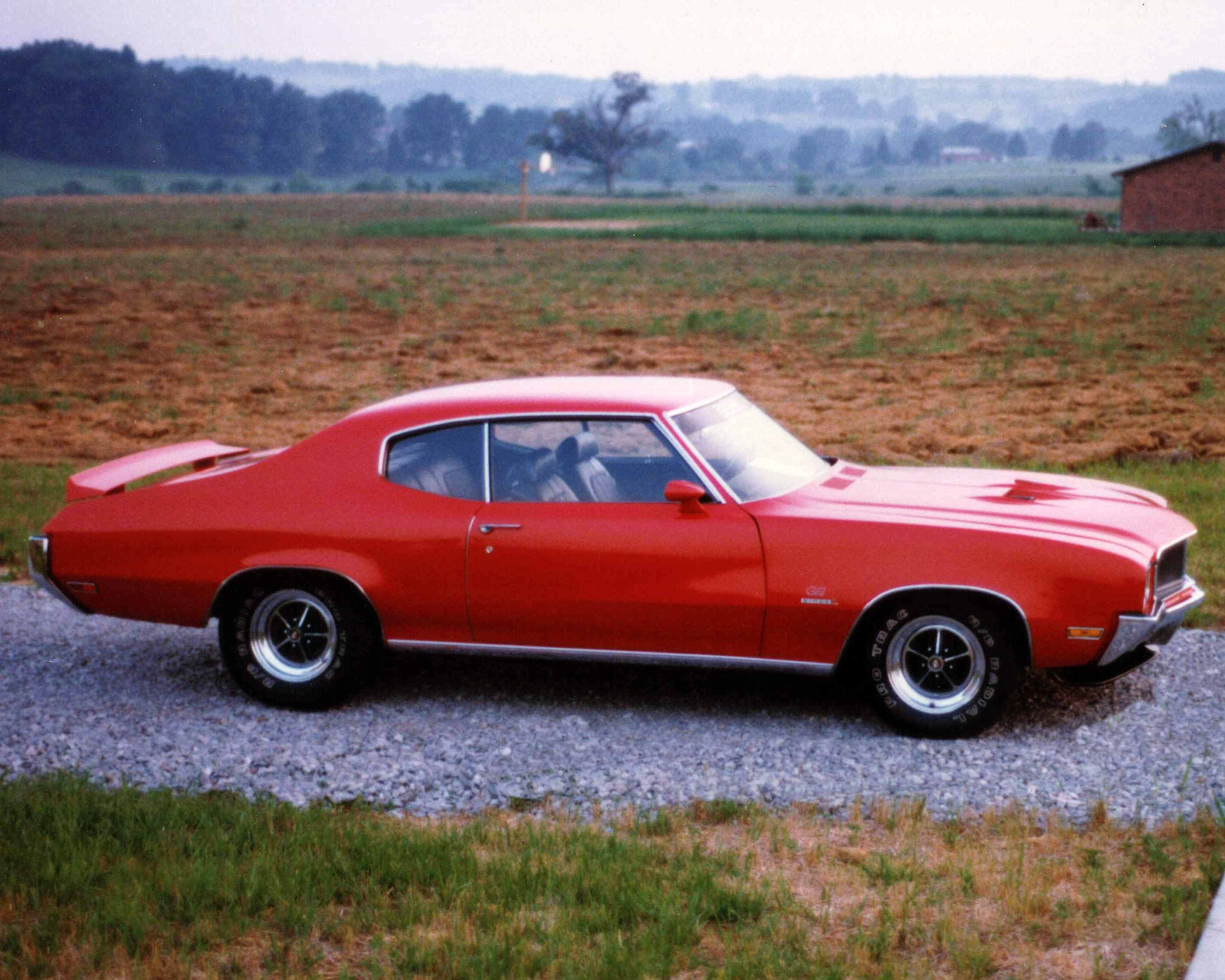
Buick Gran Sport, en 1970

L'appellation Buick Gran Sport fut introduite par la firme américaine Buick en 1965. L'appellation est utilisée sur les versions les plus performantes des modèles suivants :
- Skylark entre 1965 et 1972, puis de 1988 à 1997 ;
- Riviera de 1965 à 1975 ;
- Buick Wildcat en 1966 ;
- Buick Century de 1973 à 1975 et en 1986 ;
- Regal de 1988 à 2004.